# Segredo
Segredo is een gemeente in de Braziliaanse deelstaat Rio Grande do Sul. De gemeente telt 7.301 inwoners (schatting 2009).

## Aangrenzende gemeenten
De gemeente grenst aan Arroio do Tigre, Lagoão, Passa-Sete, Sobradinho en Tunas.